# José Vieira Goulart
José Vieira Goulart (Fontinhas, 1864 – Rio de Janeiro,  Abril de 1957) foi um emigrante açoriano que em 1874, aos 10 anos de idade (embora no seu passaporte fosse declarada a idade de 12 anos) partiu para o Rio de Janeiro, onde em conjunto com um irmão, Francisco Vieira Goulart, granjeou fortuna. Foi uma figura de relevo da colónia açoriana emigrada no Brasil e um grande benemérito das instituições de solidariedade da sua terra natal. Financiou a construção da primeira maternidade da cidade da Praia da Vitória, o Pavilhão José Goulart no antigo hospital da Santa Casa da Misericórdia da Praia da Vitória, e a construção da escola primária das Fontinhas, a Escola Irmãos Goulart, que ainda ostenta o seu nome.

## Biografia
Foi feito comendador, sendo conhecido por Comendador Goulart. Faleceu no Rio de Janeiro aos 83 anos de idade.